# 艾康電腦
艾康電腦（英語：Acorn Computers），英國公司，主要業務為電腦製造，1978年於英格蘭劍橋成立。1999年，被摩根士丹利收購後分割出售，2000年結束營業。它製造的電腦在英國極為暢銷，曾被稱為是“英國的蘋果電腦”。ARM架構晶片最初也是由此家公司所研發，现在为安謀國際科技拥有。目前全世界有超過95%的手機以及超過25%的消費性電子產品使用ARM做為處理器。

## 歷史

### 早期歷史
1961年7月25日，克里夫·辛克萊创办了 辛克萊無線電器材公司来开发和销售计算器之类的电子产品。后来，由于 Black Watch 产品的失败和计算器产品由发光二极管显示器转向液晶显示器，辛克莱无线电器材公司遇到了严重的财政危机。辛克莱向英国国家企业委员会求助，但这导致了其失去了辛克莱无线电器材公司的控制权。在ACE接手辛克莱无线电器材公司的控制权后，辛克莱策动Chris Curry离开辛克莱无线电器材公司并创建了Science of Cambridge公司。1978年6月，SoC启动了一项名为Mk14的微型计算机项目，Curry对此非常感兴趣并希望能更深入地做下去，但他无法说服对此持不同意见的Sinclair，因此Curry从SoC离职。在Mk14项目的开发过程中，Curry的朋友Hermann Hauser一次访问SoC办公室的过程中了解了这一产品并逐渐产生了兴趣。

### CPU Ltd.（1978年至1983年）
Curry和Hauser在1978年12月5日创办了Cambridge Processor Unit Ltd. (CPU)来实现两人共同的梦想-微型计算机。不久CPU获得了一份技术咨询合同，来为威尔士的Ace Coin Equipment 公司设计一款基于微处理器的赌博机控制器。ACE项目在位于剑桥4a Market Hill的办公室启动。项目开始时是基于National Semiconductor的SC/MP处理器，但不久就改用MOS Technology的6502处理器。

### 微机系统
CPU不想浪费在SC/MP上的投资，但又不想让CPU维护两条产品线，于是在1979年成立了Acorn Computer Ltd来负责SC/MP后续的开发和销售，基于SC/MP的Acorn System 75也就成了Acorn Computer Ltd的第一款产品。公司当时认为微型计算机将来是一个极具成长性的产业，所以就取名Acorn，且不说Acorn Computer与Apple Computer在电话黄页上几乎可以排在一起，并且更靠前。
几乎与此同时，CPU公司与Andy Hopper共同成立了一新叫Orbis的公司来进行Hopper读博士期间发明的Cambridge Ring网络系统。但不久CPU公司决定将Andy Hopper挖过来做经理，因为Hopper可以将CPU的产品推荐给University of Cambridge Computer Laboratory。于是CPU公司收购了Orbis公司，并且将Hopper的Orbis公司的股份置换为CPU的股份。随着Acorn品牌的不断成长，CPU公司逐渐转变角色成为控股公司，而Acorn Conputer逐渐接手产品的开发工作。与此同时，Curry与Sinclair产生了分岐并正式离开了Science of Cambridge，但他并没并没有立即加入CPU，而是在稍晚才成为CPU的雇员。
由Sophie Wilson开发的Acorn Computer，后来更名为Acorn System 1，是一款面向工程和实验室用户的半专业计算机系统，有着非常低廉的售价（时价约80镑），同时也面向比较专业的计算机爱好者。Acorn System 1是一款非常小巧的微型计算机，主要由两块板卡组成，一块上面包括LED显示、键盘和磁带接口，另外一块包括CPU等其它计算机部件，几乎所有的CPU信号都通过EuroCard接口进行连接。
System 2将System 1 上的CPU放在一个19英寸的EuroCard支架上，从而使系统可以支持更多的选配件，大大增强了系统的扩展性。System 2一般包括一个键盘控制器、一个外置键盘、一个文本显示接口，以及一个内置BASIC解释器的“磁带操作系统”。
System 3 增加了对软盘的支持，System 4扩大了机箱的体积从而可以增加第二个软盘驱动器，System 5与System 4基本相同，但将CPU升级为更新的2M主频的6502处理器。

### The Atom
Science of Cambridge在1979年5月开始启动Sinclair ZX80计算机的设计。可能是受此影响，Curry计划启动面向消费市场的ATOM项目。Curry和另外一个合作伙伴Nick Toop在Curry位于Fens的家里开始TOM的开发工作。此时，Acorn Computer完成合并，Curry也开始在Acorn全职工作。
Curry想进军普通消费市场，但Acorn的另外一派，包括工程师们，则希望离开消费市场，他们认为一个致力于实验室设备领域的计算机公司染指消费市场会对公司形象造成不利影响。为了降低成本并说服对ATM持怀疑态度的公司成员，Curry让工业设计师Allen Boothroyd设计了一款同时可以作为MicroSystem外置键盘的ATOM电脑机箱。将System 3的部件放在键盘里面，从而造就了80年代一款价格低廉的家用电脑，也是相对比较成功的一款电脑-Acorn ATOM。与此同时，代号“预言者”的一款商业版本也推向了市场。
为了加速软件开发，他们还在Market Hill建造了一个专用的局域网Econet。后来Econet被引入ATOM计算机，在1980年5月的计算机展上，8台ATOM计算机连接在演示系统上，可以进行文件共享、远程桌面显示和远程键盘录入。

### BBC Micro and Electron
ATOM推向市场后，Acorn计划推出更新型的16位处理器产品来替代8位的ATOM机型。经过意见纷耘的讨论之后，Hauser提出了一个折衷方案-一款具有极大扩展能力的基于6502的计算机：质子。Acorn的工程师一直以来都不想做ATOM项目，这一次，他们认为终于有机会做“正确的事情”。
质子项目的一个开发提议是“管道”，一个可以扩展第二颗处理器的专用接口。这样，面向大众市场的6502机型就可能扩展更高级也更贵的处理器。“管道”可以使得更多的处理交由第二颗处理器，而6502则更多地进行IO方面的工作。“管道”在后续的Acorn处理器开发中也起到了重要的作用。
1978年12月5日，Hermann Hauser和Chris Curry, Andy Hopper創辦了CPU公司（Cambridge Processing Unit），总部位于英國康橋。
1979年，CPU公司改名為Acorn電腦公司。Acorn最初使用MOS Technology 6502处理器搭建处理器系统，Acorn开发了BBC Micro处理器。1983年，Acorn公司取得了盈利860萬英鎊的成績。
在1980年代晚期，蘋果電腦開始與艾康電腦合作開發處理器核心。1985年Roger Wilson和Steve Furber設計出第一代32位的處理器，使用精簡指令集，避免複雜指令，簡稱ARM（Acorn RISC Machine），由美國的VLSI公司製造，1985年4月26日，VLSI成产出第一颗Acorn RISC处理器，也就是ARM1處理器，ARM1仅有个25,000晶体管，甚至没有乘法部件。1985年10月17日Intel发布80386处理器，ARM1並未給80386带来任何冲击，使得日後ARM处理器的设计理念是low-cost, low-power。後來又有ARM2，被用在BBC Archimedes 305上。1989年的ARM3与Intel的80486仍差距甚遠。
1990年11月27日，獲得Apple與VLSI的資助，分割出子公司安謀國際科技。
1999年，被摩根士丹利收購後分割出售。安謀國際成為獨立公司，Olivetti以1200萬英镑收購49.3%的股份，後來成為 Olivetti Research Lab。2000年12月，結束營運。

## 外部連結
- The Acorn Atom pre-history
- RISC OS and Acorn pages （页面存档备份，存于）
- Atom Review （页面存档备份，存于） documentation of the Atom and lots of extensions made by Dutch Atom clubs
- About Acorn computers and ARM processors
- Acorn information from Retro Madness, the museum of home computing and gaming
- RISC OS Ltd. （页面存档备份，存于） develop Acorn's OS under licence from Castle
- AdvantageSix （页面存档备份，存于） develop computers and embedded systems for RISC OS
- Castle Technology （页面存档备份，存于） are the current owners of RISC OS
- Acorn Computers （页面存档备份，存于） The collection at The Centre for Computing History
- Steve Furber Video Interview （页面存档备份，存于） At Manchester University on 17-08-2009
- Acorn legacy FTP Site (hosted by RISCOS Ltd)